# Chris Commons
Christopher John Commons (ur. 9 grudnia 1950) – australijski lekkoatleta, specjalista skoku w dal, dwukrotny medalista igrzysk Wspólnoty Narodów, olimpijczyk.

## Kariera sportowa
Zdobył srebrny medal w skoku w dal na igrzyskach Brytyjskiej Wspólnoty Narodów w 1974 w Christchurch, przegrywając jedynie z Alanem Lerwillem z Anglii, a wyprzedzając Joshuę Owusu z Ghany. Odpadł w kwalifikacjach tej konkurencji na igrzyskach olimpijskich w 1976 w Montrealu zajmując w nich 24. miejsce. Ponownie wywalczył srebrny medal w skoku w dal na igrzyskach Wspólnoty Narodów w 1978 w Edmonton, za Royem Mitchellem z Anglii, a przed Sureshem Babu z Indii.
Był również dwukrotnym medalistą igrzysk Konferencji Pacyfiku w skoku w dal: srebrnym w 1973 w Toronto i złotym w 1977 w Canberze. Zajął 6. miejsce na uniwersjadzie w 1973 w Moskwie.
Był mistrzem Australii w skoku w dal od 1972/1973 do 1975/1976 oraz brązowym medalistą w tej konkurencji w 1971/1972 i 1976/1977. 14 stycznia 1978 w Sydney ustanowił rekord Australii wynikiem 8,08 m. Był to najlepszy wynik w jego karierze.
Jego młodszy brat Don Commons był również znanym lekkoatletą, trójskoczkiem.